# Plagiochila yayeyamensis
Plagiochila yayeyamensis là một loài rêu trong họ Plagiochilaceae. Loài này được Horik. mô tả khoa học đầu tiên năm 1935.
Danh pháp khoa học của loài này chưa được làm sáng tỏ. 